# Daniel Quillen
Daniel Gray "Dan" Quillen (22 tháng 6 năm 1940 – 30 tháng 4 năm 2011) là một nhà toán học người Mỹ. Ông được biết đến là "kiến trúc sư đầu đàn" của lý thuyết K đại số, ông nhận giải thưởng Cole năm 1975 và huy chương Fields năm 1978.
Từ năm 1984 đến năm 2006, ông là Giáo sư Waynflete về Toán học thuần túy tại Đại học Magdalen, Oxford.

## Học vấn và sự nghiệp
Quillen sinh ra ở Orange, New Jersey và theo học tại Học viện Newark. Ông học tại Đại học Harvard, nơi ông lấy bằng cử nhân năm 1961 và bằng Tiến sĩ năm 1964; luận văn của ông về lĩnh vực phương trình đạo hàm riêng được hướng dẫn bởi Raoul Bott. Ông trở thành Putnam Fellow vào năm 1959.
Quillen làm làm việc tại Viện Công nghệ Massachusetts sau khi hoàn thành bằng tiến sĩ. Ông cũng cũng có một vài năm làm việc tại một số trường đại học khác. Ông đã đến thăm Pháp hai lần: lần đầu tiên với tư cách là Sloan Fellow tại Paris, trong những năm 1968 – 69, nơi ông bị ảnh hưởng rất nhiều từ Grothendieck, và sau đó, trong giai đoạn 1973–74, với tư cách là Guggenheim Fellow. Trong các năm 1969–70, ông là thành viên thỉnh giảng của Viện Nghiên cứu Cao cấp ở Princeton, chịu ảnh hưởng từ Michael Atiyah.
Năm 1978, Quillen nhận được Huy chương Fields tại Đại hội Toán học Quốc tế tổ chức ở Helsinki.
Từ năm 1984 đến năm 2006, ông là Giáo sư Waynflete về Toán học thuần túy tại Đại học Magdalen, Oxford.
Quillen nghỉ hưu vào cuối năm 2006. Ông qua đời do biến chứng của bệnh Alzheimer vào ngày 30 tháng 4 năm 2011, hưởng thọ 70 tuổi tại Florida.